# Dyscolorhinus squalinus
Dyscolorhinus squalinus är en insektsart som beskrevs av Henri Saussure 1899. Dyscolorhinus squalinus ingår i släktet Dyscolorhinus och familjen Pyrgomorphidae. Inga underarter finns listade i Catalogue of Life.